# قطعنامه ۱۸۰۳ شورای امنیت
قطعنامه ۱۸۰۳ شورای امنیت، قطعنامه‌ای می‌باشد که شورای امنیت سازمان ملل متحد روز دوشنبه ۳ مارس ۲۰۰۸ (میلادی)، ( برابر با ۱۳ اسفند ۱۳۸۶ ) با ۱۴ رأی مثبت و رأی ممتنع اندونزی، در محکومیت برنامه هسته‌ای ایران ۹ ماه پس از قطعنامه قبلی به تصویب کرد.
مفاد قطعنامه به شکل رسمی توسط فرانسه و بریتانیا پیشنهاد و همچون قطعنامه‌های قبلی بر اساس فصل هفتم منشور ملل متحد، ناظر به اقدام‌های لازم در ارتباط با تهدید صلح و امنیت جهانی تصویب شد و برای همه کشورها لازم‌الاجرا است.
این قطعنامه که سومین قطعنامه شورای امنیت پیرامون برنامه هسته‌ای ایران بود در حالی تصویب شد که احمدی‌نژاد پس از تصویب قطعنامه قبل اعلام کرده بود که قطعنامه دیگری علیه ایران تصویب نخواهد شد.
هیچ‌یک از متحدین جمهوری اسلامی به قطعنامه تحریم رأی منفی ندادند، از جمله کشورهای چین و روسیه که دارای روابط گسترده اقتصادی با ایران هستند. کشورهای لیبی، قول رأی منفی و ویتنام، اندونزی و آفریقای جنوبی قول رأی ممتنع (بیطرف) داده بودند. اما تنها اندونزی به قول خود پایبند ماند.
این قطعنامه بعداً در تاریخ بیستم ژوئیه ٢٠١٥ توسط قطعنامه ٢٢٣١ شورای امنیت ملغی شد.
یک روز پس از تصویب این قطعنامه، در شورای حکام آژانس بین‌المللی انرژی اتمی قطعنامه دیگری علیه ایران مطرح گردید که با مخالفت کشورهای غیرمتعهد کنار گذاشته شد.

## مفاد قطعنامه
در قطعنامه‌های قبل اشخاص و شرکت‌های مشخصی به دلیل دست داشتن در برنامه هسته‌ای ایران شامل تحریم‌های مالی و مسافرتی قرار گرفته بودند. در این قطعنامه افراد جدیدی به لیست اضافه شدند. همچنین برای اولین بار تحریم‌هایی به‌طور کلی برای اقتصاد ایران وضع گردید که از جمله کنترل صادرات و واردات ایران و خصوصاً کالاهایی که دارای مصرف دوگانه در صنایع نظامی و غیرنظامی است می‌باشد که اقتصاد ایران را برای تهیه مواد اولیه کارخانحات دچار دشواری‌های گسترده‌ای کرد.
پارسا معصومی فرزند محسن معصومی از امضا کنندگان این قرارداد بود که اکنون در شیراز سکونت دارد
همچنین تحت فشار قرار دادن موسسات مالی که با ایران کار می‌کنند و بانک‌های ایرانی و در نهایت تهدید به تحریم‌های بعدی در صورت عدم تعلیق غنی‌سازی از دیگر بخش‌های قطعنامه است.

### اشخاص و شرکت‌های مشمول تحریم
- علایی (که در مدیریت مونتاژ و مهندسی سانتـریفیوژها دخالت دارد)
- فدایی آشیانی (که در تولید کربن آمونیوم اورانیل و مدیریت مجموعه غنی‌سازی اورانیوم نطنز دخالت دارد)
- رضایی آشتیانی - از مقامات ارشد اداره اکتشافات و استخراج معادن سازمان انرژی اتمی ایرانAEOI
- - بختیار (که در تولید مگنزیوم با غنای ۹۹ و ۹ دهم درصد دخالت دارد)
- بهزاد (بخاطر دخالت در تولید اجزاء دستگاه‌های سانتریفیوژ)
- محمد اسلامی (رئیس مؤسسه تحقیقاتی و آموزشی صنایع دفاع)
- - حسینی (از مقامات سازمان انرژی اتمی ایران AEOI که در پروژه رآکتور تحقیقاتی آب سنگین اراک دخالت دارد)
- کریمی ثابت (رئیس شرکت انرژی نوین که در قطعنامه ۱۷۴۷ (۲۰۰۷) از وی نام برده شد)
- - مهاجرانی (به خاطر دخالت در مدیریت تأسیسات تبدیل اورانیوم) UCF (اصفهان)
- - نقدی (معاون سابق تحقیقات لجستیک و صنعتی ستاد کل نیروهای مسلح رئیس سابق ستاد مبارزه با قاچاق کالا و ارز که در تلاش‌ها برای دور زدن تحریم‌های اعمال شده توسط قطعنامه‌های ۱۷۳۷ و ۱۷۴۷ شورای امنیت سازمان ملل متحد دخالت داشته‌است)
- - نوبری (که در مدیریت مجموعه غنی‌سازی نطنز دخالت دارد)
- - رشیدی (به خاطر دخالت در فعالیت‌های مربوط به غنی‌سازی در نطنز)
- - سلیمانی (مدیر عملیات حفاری اورانیوم در معدن اورانیوم ساغند)

پیوست:(II) الف) افرادی که نام آن‌ها در قطعنامه ۱۷۳۷ شورای امنیت سازمان ملل متحد ذکر شده‌است:
- قنادی (معاون AEOI در بخش تحقیقات و توسعه)
- آقاجانی (رئیس مرکز آزمایشی غنی‌سازی سوخت PFEP در نطنز)
- -عسگرپور (مدیر عامل اراک)

ب) افرادی که نام آن‌ها در قطعنامه ۱۷۴۷ شورای امنیت سازمان ملل متحد ذکر شده‌است:
- - صفدری (مدیر تأسیسات غنی‌سازی نطنز)
- - رحیمی (رئیس مرکز تحقیقات و تولید سوخت اتمی اصفهان که بخشی از شرکت تولید و تهیه سوخت هسته‌ای سازمان انرژی اتمی ایران است و در فعالیت‌های غنی‌سازی مشارکت دارد)

پیوست: (III)
- - شرکت ابزار برش کاوه (به خاطر دخالت در تولید اجزای دستگاه‌های سانتریفیوژ)
- - شرکت‌های بازرگانی تجارت توانمند سکال و شرکت‌های سیستم سکال (این شرکت تابعه سعی کرده بود برای نهادی که در قطعنامه ۱۷۳۷ به آن اشاره شده، محصولات حساسی را خریداری کند)
- - شرکت الکترونیکی صنام (زیر مجموعه صنایع هوا فضای وزارت دفاع)AIO(که در برنامه موشک‌های بالستیکی ایران دست دارد)
- - گروه فنی اتحاد (زیر مجموعه سازمان صنایع هوا فضای وزارت دفاع)AIO(که در برنامه موشک‌های بالستیکی ایران دست دارد)
- - کارخانجات صنعتی ماشین‌های دقیق)IFP(، (کارخانه کاربردی آکا - زیر مجموعه سازمان صنایع هوا فضای وزارت دفاع)AIO(که برای تهیه برخی تجهیزات مورد استفاده قرار می‌گرفته‌است)
- - جابر ابن حیان آزمایشگاه متعلق به AEOI فعال در فعالیت‌های چرخه سوخت هسته‌ای)
- - شرکت صنعتی جوزا (زیر مجموعه سازمان صنایع هوا فضای وزارت دفاع)AIO(که در برنامه موشک‌های بالستیکی ایران دخالت دارد)
- - صنایع متالورژی خراسان (زیر مجموعه صنایع مهمات‌سازی)AMIG(است که به وزارت دفاع ایران وابسته است. این گروه در تولید اجزای دستگاه‌های سانتریفیوژ شرکت دارد)
- - شرکت تولیدی باتری نیرو (این شرکت زیر مجموعه سازمان صنایع دفاعی ایران است. وظیفه آن ساخت واحدهای برق برای ارتش ایران از جمله سیستم‌های موشکی است)
- - صنایع انرژی پیشگام (در ساخت تأسیسات تبدیل اورانیوم اصفهان مشارکت داشته‌است)
- - شرکت تهیه تجهیزات ایمنی SEP زیر مجموعه سازمان صنایع هوا فضای وزارت دفاع AIO که در برنامه موشک‌های بالستیکی ایران دست دارد)
- - شرکت تماس، در فعالیت‌های مربوط به غنی‌سازی شرکت دارد. تماس یک نهادی است که چهار شرکت تحت پوشش آن تأسیس شده‌اند. یکی از آن‌ها در زمینه استخراج اورانیوم، یکی در زمینه کنسانتره و دیگری در زمینه فرآوری اورانیوم، غنی‌سازی و ضایعات آن فعالیت می‌کنند.

## دستوالعمل دولت به رسانه‌ها
به‌گفته وب‌سایت روز آنلاین وزارت ارشاد در آستانه برگزاری اجلاس شورای امنیت برای بررسی قطعنامه سوم، طی دستورالعمل محرمانه‌ای به رسانه‌های ایران با امضای علیرضا ملکیان معاون امور مطبوعاتی و اطلاع‌رسانی وزارت فرهنگ و ارشاد اسلامی و نویسنده سابق کیهان نحوه انعکاس خبر تصویب قطعنامه را به ایشان ابلاغ کرد. در این دستورالعمل که به جهت شدت دخالت در فعالیت رسانه‌ها بی‌سابقه خوانده شد آمده بود: در ارتباط با تحولات پرونده هسته‌ای، از جمله به خوانندگان یاد آوری کنند که "صدور قطعنامه بعدی دخالت در امور داخلی ایران تلقی می‌شود"، "صدور قطعنامه جدید تأثیری بر استمرار حمایت مردم از سیاست‌های هسته‌ای نظام جمهوری اسلامی ایران ندارد" و "موفقیت‌های سیاست هسته‌ای ایران در عرصه فنی ... جملگی در دوران دخالت‌های غیرقانونی شورای امنیت سازمان ملل به دست آمده‌است."
"دستاوردهای برنامه صلح‌آمیز هسته‌ای ایران در خدمت جهان اسلام خواهد بود"، و در این ارتباط، "اعلام آمادگی ایران برای کمک به برنامه هسته‌ای مصر و سایر کشورهای اسلامی" را مورد تأکید قرار دهند.
در بخش دیگری از دستورالعمل‌های مرتبط با پرونده هسته‌ای، صلاح دانسته شده که محورهای زیر توسط رسانه‌ها مورد رعایت قرار گیرند: "بزرگ نمایی اختلاف برخی از کشورهای اروپایی با سیاست آمریکا دربارهٔ برنامه هسته‌ای ایران"، "طرح اختلاف آمریکا با روسیه و چین دربارهٔ برنامه هسته‌ای ایران"، "افزایش تنفر از آمریکا در کشورهای غرب و اسلامی" ... و این که "اروپا بازنده اصلی سیاست‌های آمریکا دربارهٔ ایران است".
اکثر رسانه‌های داخلی از دستورالعمل فوق تبعیت کرده و اخبار قطعنامه را بر اساس دیدگاه‌های تنظیم شده توسط وزارت ارشاد منعکس کردند.

## واکنش مقامات ایران
- احمدی‌نژاد که در چندی پیش از تصویب قطعنامه سوم در سخنرانی خود در ۲۲ بهمن قطعنامه‌های سازمان ملل را "ورق پاره" خوانده[۱۳] و در سفر استانی به بندرعباس گفته بود:"ایران قدرت‌های بزرگ را به زانو درآورده است"[۱۴] پس از تصویب قطعنامه سوم گفت: «هر قطعنامه جدیدی علیه برنامه هسته‌ای صلح‌آمیز و قانونی ایران، شلیکی به شورای امنیت به عنوان بنیان سازمان ملل است و با این اقدام، دیگر اعتباری برای شورای امنیت باقی نمی‌ماند.» وی عاقلانه‌ترین واکنش را «سکوت در برابر دشمنان ملت ایران دانست».[۱۵] او در حاشیه جلسه هیئت دولت نیز گفت: «کسی برای تهدیدات هویج هم خرد نمی‌کند... اینکه مشخص است، از نظر ما این قطعنامه فاقد اعتبار حقوقی و فنی است و اهمیتی هم ندارد.» وی قطعنامه را مجموعه‌ای از هدایا به ایران برای اثبات سیاسی بودن عملکرد شورای امنیت و کشورهای غربی خواند و مسئله هسته‌ای ایران را تمام شده دانست.[۱۶]
- محمدعلی جعفری فرمانده سپاه پاسداران نیز هدف از تصویب قطعنامه را تأثیرگذاری بر میزان مشارکت مردم در انخابات مجلس هشتم دانست. «هدف دشمنان از تصویب قطعنامه سوم در شورای امنیت این بود که بر رای مردم در مجلسی که بر اصول پافشاری می‌کند تأثیر گذارد.»[۱۷]
- خزاعی سفیر ایران در سازمان ملل که در اجلاس شورای امنیت نیز حضور داشت گفت: «جامعه بین‌الملل همچنین امروز شاهد است که این شورا یک بار دیگر جهت اتخاذاقدامی غیرقانونی علیه ملتی سرفراز و مصمم مورد سوءاستفاده قرار گرفته، ملتی که صرفاً از حقوق قانونی و لاینفک خود طبق معاهدات بین‌المللی دفاع می‌کند... آمریکا تلاشی عمدی را برای خراب کردن همکاری ایران و آژانس شروع کرده‌است.»[۱۸]